# Леонардо (модул)
Вижте пояснителната страница за други значения на Леонардо.
Перманентния многофункционален модул Леонардо (на английски: Leonardo Permanent Multipurpose Module) или за по-кратко ПММ Леонардо (на английски: Leonardo PMM) е модул на Международната космическа станция (МКС). Първоначално той е многофункционален товарен модул, но към края на сглобяването на МКС и с третия оставащ полет на космическата совалка той е модифициран и оставен на станцията за постоянно.

## Предназначение
ПММ Леонардо служи на станцията като допълнително складово помещение, в което се помещават резервни части, доставки и отпадъци, които преди се съхраняват разхвърляни в много от другите модули на станцията. Бидейки многофункционален товарен модул по начало, не е трудно Леонардо да бъде превърнат в перманентен модул. За това е подсилена защитата му срещу микрометеорити с допълнителни кевларени панели от МТМ Донатело, който и без това никога не е използван, подобрена е изолацията му и са сменени някои компоненти като уплътненията на скачващия механизъм, премахнат е интерфейса за Канадарм2, инсталирани са огледала за обратно виждане в услуга на скачващи се кораби и други.

## История като МТМ
Преди да бъде модифициран в перманентен многофункционален модул, Леонардо е използван като МТМ Донатело. От всичките 10 полета на МТМ, 7 са извършени именно с Леонардо, а останалите 3 с Рафаело, като Донатело остава неизползван в космоса. Леонардо е първият МТМ, който е изведен в космоса. Това става на 8 март 2001 година, а последното му изстрелване като МТМ е на 5 април 2010 година. МТМ Леонардо лети на мисиите STS-102, STS-105, STS-111, STS-121, STS-126, STS-128 и STS-131.

## Изстрелване като ПММ
ПММ Леонардо е изстрелян с последния полет на совалката Дискавъри на 24 февруари 2011 година на мисия STS-133 и е скачен със станцията на 1 март. На следващия ден шлюзовете са отворени и екипажът на станцията влиза в Леонардо. Леонардо е монтиран на сочещия към земята механизъм за скачване на модула Юнити, където се планира да остане и занапред.

## Технически данни
- Дължина: 6,4 м
- Диаметър: 4,6 м
- Маса празен: 9896 кг
- Маса при изстрелване: 12 861 кг
- Максимален товар: 9000 кг
- Общ херметизиран обем: 70 м3
- Обитаем обем: 31 м3